# Hemiceras liboria
Hemiceras liboria är en fjärilsart som beskrevs av William Schaus 1928. Hemiceras liboria ingår i släktet Hemiceras och familjen tandspinnare. Inga underarter finns listade i Catalogue of Life.